# Elena di Skövde
Elena di Skövde, detta anche Elin di Västergötland (Skövde, 1101 circa – Götene, 31 luglio 1160), è stata una santa svedese, venerata dalla Chiesa cattolica.
Era una donna di origine aristocratica. Si pensa che fosse figlia di Jarl Guthorm. Sposata, ebbe dei figli. Rimasta ben presto vedova, visse piamente facendo elemosine e contribuendo con larghezza alla costruzione della chiesa della sua città.

## Agiografia
Narra la leggenda, scritta attorno al 1280 da Brynolf Algotsson (m. 1317), vescovo di Skara, che, essendo stato ucciso suo genero dai propri dipendenti per la crudeltà usata verso la moglie, i parenti di lui accusarono Elena di essere stata l'assassina o, per lo meno, di aver preso parte all'omicidio. In seguito a ciò, per sottrarsi alla vendetta, Elena fece un pellegrinaggio in Terra santa, rimanendo assente per quattro anni.
Ritornata in patria, mentre si recava alla festa della consacrazione della chiesa di Götene, fu assalita a tradimento e uccisa dai familiari del genero.
Elena fu sepolta nella chiesa di Skövde, e il popolo la venerò come santa, specialmente per i prodigi che avvennero, subito dopo la morte, sulla sua tomba.
Continua infatti la leggenda che la sera della sua morte un cieco, accompagnato da un bambino, si trovò a passare presso il luogo dell'uccisione ed il bambino scoprì in un roseto, illuminato da una luce che ardeva vivamente, un dito mozzato di Elena, nel quale era infilato l'anello che ella aveva portato dalla Terra Santa. Quando il cieco, curvatosi, con l'aiuto del bambino, poté toccare il sangue di Elena e stropicciarsene gli occhi, riacquistò la vista.
La leggenda aggiunge che nel luogo dove la santa era caduta, a circa due chilometri da Skövde, sgorgò una sorgente d'acqua, per cui fu chiamato Elins Kalla. Nel 1596, per ordine dell'arcivescovo luterano Angermannus, la sorgente fu riempita di terra, ma l'acqua continuò a sgorgare ugualmente. Vicino alla sorgente esisteva anche una cappella dedicata alla santa, gli ultimi avanzi della quale furono adoperati nel 1759 per la ricostruzione della chiesa di Skövde, divorata da un incendio.

## Culto
Secondo la tradizione, il papa Alessandro III, vivamente pregato dal primo arcivescovo della Svezia, la iscrisse nell'albo dei santi nel 1164.
Elena era molto venerata anche in Danimarca; infatti nelle vicinanze di Tisvilde, già villaggio peschereccio situato sull'isola di Zelanda affacciata sul Kattegat e che diventò poi stazione balneare (attualmente parte del comune di Helsinge), esisteva una località chiamata Helenes Kilde che era visitata, specialmente la vigilia della festa di San Giovanni, perché si credeva che restituisse la salute agli ammalati.
Parecchi pittori danesi trassero da questa sorgente il motivo per alcuni dei loro quadri. Nell'iconografia è infatti raffigurata con una spada e il dito mozzato su un libro.
Nella stessa località, più precisamente nei pressi dell'antica parrocchia di Tibirke, si trovano la tomba e il pozzo di Sant'Elena entrambi venerati. I Bollandisti danno una possibile ragione della venerazione a Tisvilde per il fatto che Elena aveva visitato quel posto, o perché le sue reliquie furono portate là dal mare in una bara di legno, la sorgente nacque nell'esatto punto in cui approdarono.
La sua festa si celebra il 31 luglio.